# Gianni Quaranta
Gianni Quaranta (30 de agosto de 1943) é um diretor de arte italiano. Venceu o Oscar de melhor direção de arte na edição de 1987 por A Room with a View, ao lado de Brian Ackland-Snow, Brian Savegar e Elio Altramura.